# Алексеевка (Хвалынский район)
Алексе́евка — посёлок сельского типа в Хвалынском районе Саратовской области России. Административный центр сельского поселения Алексеевское муниципальное образование.
Население — 1936 (2010)

## История
Основан в XVII веке. Село Алексеевка в разные периоды принадлежало Голицыным, Карачинским, графине И. И. Воронцовой-Дашковой, а после её смерти в 1848 году её сыну Ивану Илларионовичу Воронцову-Дашкову. При нём была построена усадьба и заложен парк
Первая деревянная православная церковь с колокольней и престолом во имя преподобного Сергия Радонежского была построена в 1788 году.
В Списке населённых мест Российской империи по сведениям за 1859 год упоминается как владельческое село Алексеевка Хвалынского уезда Саратовской губернии, расположенное при реке Волге по Казанскому почтовому тракту из города Волгска в город Сызрань на расстоянии 22 вёрст от уездного города. В населённом пункте имелось 185 дворов, проживали 558 мужчин и 637 женщин, имелась православная церковь, почтовая станция, работали 8 мельниц.
В 1870 году местная церковь была перестроена. В 1873 году открыта земская школа. В 1894 году Алексеевку посетил пастырь-протоиерей Иоанн Сергиев, ныне канонизированный в лике святых праведных как Иоанн Кронштадтский.
Согласно переписи 1897 года в Алексеевке проживали 2804 жителя (1380 мужчин и 1424 женщины), из них православных — 1826, старообрядцев (австрийского толка, беспоповцы и беглопоповцы) — 961.
Согласно Списку населённых мест Саратовской губернии 1914 года Алексеевка являлась волостным селом Алексеевской волости. По сведениям за 1911 год в селе насчитывалось 395 дворов, проживали 2374 приписанных жителя (1176 мужчин и 1198 женщин) и 825 «посторонний» житель (411 мужчин и 414 женщин). В селе проживали преимущественно бывшие помещичьи крестьяне, великороссы, составлявшие одно сельское общество. В селе имелись 1 православная и 1 единоверческая церковь, церковно-приходская и земская школы, работал базар, проводилась ярмарка.
В период коллективизации организован колхоз «25 лет Октября». В 1930 году была закрыта Сергиевская церковь. Попечитель церкви, священник и двое прихожан были арестованы по обвинению в антисоветской агитации. В 1937 году по этой же статье были репрессированы ещё одна прихожанка храма и псаломщик К. Н. Просвирин, расстрелянный в 1938 году в Вольске. В 1931 году здание церкви было передано под детский сад, впоследствии разрушено. В 1930-е годы был запущен ремонтно-механический завод. Местная школа в 1938 году стала средней десятиклассной, в том же году населённый пункт получил статус посёлка городского типа.
На фронтах Великой Отечественной войны погибли 364 жителя Алексеевки. В 1973 году построена типовое здание школы.
В 2003 году Алексеевка была преобразована в посёлок сельского типа.

## Физико-географическая характеристика
Посёлок находится в пределах Приволжской возвышенности, являющейся частью Восточно-Европейской равнины, у подножия покрытых лесом Хвалынских гор, на правом берегу Саратовского водохранилища. Непосредственно у западной окраины посёлка возвышается гора Маячная высотой 115,2 метров над уровнем моря, примерно в 4 км северо-западнее села возвышается гора Горбуниха высотой 197,1 м над уровнем моря (при этом урез воды Саратовского водохранилища — 28 м над уровнем моря). Почвы — чернозёмы солонцеватые и остаточно-карбонатные.
Посёлок расположен примерно в 21 км по прямой в южном направлении от районного центра города Хвалынска. По автомобильным дорогам расстояние до районного центра составляет 24 км, до областного центра города Саратов — 200 км. До железнодорожной станции Кулатка (линия Сызрань — Сенная) — 50 км.
Часовой пояс
Алексеевка, как и вся Саратовская область, находится в часовой зоне МСК+1. Смещение применяемого времени относительно UTC составляет +4:00.

## Население
Динамика численности населения по годам:
| Годы      | 1859 | 1897 | 1911 | 1959 | 1970 | 1979 |
| --------- | ---- | ---- | ---- | ---- | ---- | ---- |
| Население | 1195 | 2804 | 3199 | 6782 | 3638 | 3041 |

| 1939 | 1989  | 2002  | 2010  |
| ---- | ----- | ----- | ----- |
| 4560 | ↘2496 | ↘2143 | ↘1936 |

## Инфраструктура
В посёлке был расположен судоремонтный завод, который затем стал ремонтно-механическим, а в настоящее время прекратил своё существование. Имеются школа, больница, отделение связи, АЗС.

## Достопримечательности
В посёлке находится усадьба Воронцовых-Дашковых, являющаяся памятником истории и культуры.
В 2008 году построен и освящён храм во имя святого праведного Иоанна Кронштадтского. Там же находится женский монастырь им. Иоанна Кронштадтского.
В районе посёлка располагается одноимённое палеонтологическое местонахождение.

## Известные уроженцы
25 июля 1937 года, в посёлке Алексеевка Саратовской области родился Герой России, советский и российский учёный, доктор технических наук, специалист в области судостроения, академик РАН — Пашин Валентин Михайлович.
В Алексеевке родились Герои Советского Союза Л. П. Грошев, В. П. Трубаченко, А. Г. Боженко. Алексеевка — место рождения и жительства заслуженного мастера спорта СССР В. Д. Казанцева.
Уроженцы посёлка — пятый Председатель Государственной Думы Федерального Собрания Российской Федерации Вячеслав Викторович Володин (2016—н. в.) и Чрезвычайный и Полномочный Посол СССР в Заире Валентин Васильевич Солдатов (1986—1988).